# Lamponella kimba
Lamponella kimba är en spindelart som beskrevs av Norman I. Platnick 2000. Lamponella kimba ingår i släktet Lamponella och familjen Lamponidae. Inga underarter finns listade i Catalogue of Life.